# Danjong de Joseon
Danjong de Joseon (n. 23 iulie 1441, Districtul Jongno⁠(d), Seul, Dinastia Joseon – d. 21 octombrie 1457, Yeongwol, Gangwon-do, Coreea de Sud), r. 1452-1455, a fost cel de-al șaselea rege al Dinastiei Joseon.
Danjong l-a succedat pe tatăl său, Munjong de Joseon, la vârsta de 12 ani. Din moment ce el era prea tânăr să se pronunțe, guvernarea țării a căzut pe premier, Hwangbo In, și pe vicepremier, generalul Kim Jongseo.
În 1453, acest guvern a fost răsturnat într-o lovitură de stat condusă de unchiul regelui, Sejo of Joseon, care a convins un număr de cărturari și funcționari care au servit în țară în timpul  Regelui Sejong pentru susținerea ascensiunii sale la tron. Averile lui Hwangbo In și Kim Jongseo au fost confiscate și ei au fost uciși în fața porții Gyeongbokgung. În 1455 Danjong este forțat să abdice și este exilat.
În anul următor, 6 oficiali de la curte a încercat să-l readucă la putere, dar complotul a fost descoperit și au fost executați imediat. Înțelegând că el ar reprezenta o amenințare continuă, Sejo a acceptat sfatul instanței și a dispus ca Danjong fie eliminat. A fost asasinat în casa lui, în locul în care fusese fost exilat. Oamenii trimiși de Sejo au blocat ușa dormitorului lui Danjong și au supraîncălzit camera, astfel Danjong a murit luând foc. Acest lucru s-a întâmplat în 1457. Danjong a fost deposedat de titlul său când a fost exilat și a fost numit „Prințul Nosan” (노산군). În timpul domniei Regelui Sukjong, oameni de știință de la curtea sa au propus ca titlul să-i fie redat, iar în 1698 Prințul Nosan a primit postum numele de "Danjong" și, ulterior, a fost denumit regele Danjong.

## Familie
- Tatăl: Regele Munjong (문종)
- Mama: Regina Hyeondeok din clanul Andong Kwon (현덕왕후 권씨)
- Consoarte:

1. Regina Jeongsun din clanul Yeosan Song (정순왕후 송씨)
2. Kim Suk-ui (숙의 김씨)
3. Kwon Suk-ui (숙의 권씨)

- Fara moștenitor

## Numele postum întreg
- King Danjong Gongeui Onmun Sunjeong Anjang Gyungsun Donhyo the Great of Korea

•  단종공의온문순정안장경순돈효대왕 
•  端宗恭懿溫文純定安莊景順敦孝大王
1. ↑  Veritable Records of King Sejo[*], Wikipedia în coreeană Verificați valoarea |titlelink= (ajutor)